# Onil
Onil (en castillan et en valencien) est une commune de la province d'Alicante, dans la Communauté valencienne, en Espagne. Elle est située dans la comarque de l'Alcoià et dans la zone à prédominance linguistique valencienne.

## Géographie

Localisation d'Onil
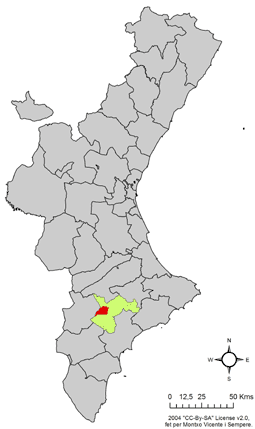
dans la Communauté valencienne.
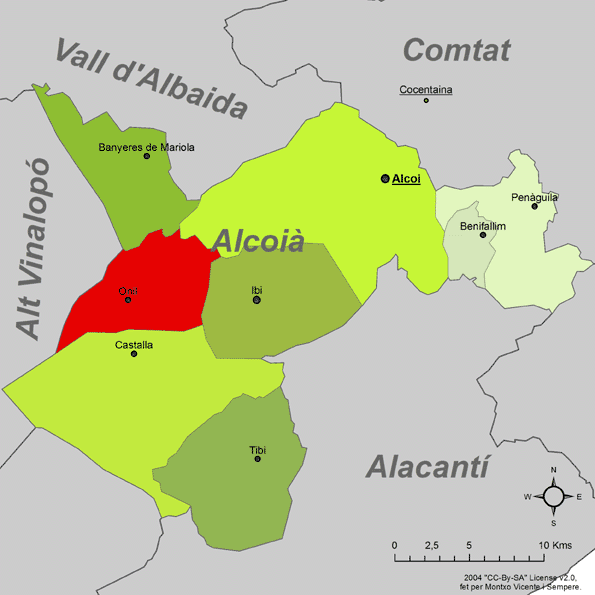
dans la comarque de l'Alcoià.

Onil est située près de la montagne appelée Sierra de Onil, dans la Sierra de Mariola, à 36 km de la ville d'Alicante. Elle a une superficie de 48,41 km2 et une population totale de plus de 7 500 habitants.